# Edward C. Harris
Edward C. Harris (n. 1946) es un arqueólogo, natural de Islas Bermudas,  es en la actualidad director del Museo Marítimo de las Bermudas y es mundialmente conocido por el libro Principios de la Arqueología Estratigráfica, sobre métodos arqueológicos.

## Biografía
Edward Cecil Harris, inventó un método arqueológico que revolucionó la metodología arqueológica dando paso a unos nuevos planteamientos contemporáneos a la hora de excavar en un yacimiento.
Procedente de la Universidad de Columbia (Nueva York), en la que se había licenciado en Antropología y que trabajó junto a Martin Biddle entre los años 1967 y 1971. Se doctoró por la Universidad de Londres en 1978 con una tesis dirigida por D. Wilson, publicada al año siguiente con el título Principies of Archaeological Stratigraphy, cuya preparación dio origen a una serie de brillantes e incisivos artículos aparecidos entre 1975 y 1979, antes de que regresara a su isla natal para hacerse cargo de la dirección del Museo Marítimo de las Bermudas.
El propio Harris ha explicado un episodio decisivo en su trayectoria profesional: su regreso a Winchester en 1973 a trabajar en los análisis post excavatorios de la intervención en Lower Brook Street (1965-1971) Y cómo de la necesidad de hacer frente a la enorme cantidad de registros compilados por diferentes excavadores que habían trabajado sin un sistema normalizado preestablecido y la presión de las más de 10 000 unidades estratigráficas acumuladas ideó el Matrix Harris, concebido como instrumento para organizar la información estratigráfica y construir la secuencia.
El ya famoso manual contiene las líneas maestras del método denominado Matrix Harris, inventado por el autor en 1973, dado a conocer en 1979 y utilizado en la actualidad en numerosas excavaciones arqueológicas de todo el mundo. Edward C. Harris desarrolló este método durante unas prácticas de verano en la universidad inglesa de Winchester.
La primera edición del libro fue publicada en 1979 y fue reimpresa en 1987. Bajo los auspicios de La Nuova Italia Scientifica apareció una edición italiana en 1983 traducida por Ada Gabucci, con un capítulo introductorio de Daniele Manacorda. En 1989 se publicó en polaco, corriendo la traducción a cargo de Zbigniew Kobylinski. Y ahora se edita esta en español traducida por Isabel García Trócoli. Es uno de los pocos libros dedicados enteramente a los conceptos de estratigrafía arqueológica.

## Método Harris
Esta revolucionaria metodología, conocida como estratigrafía arqueológica, consistía en añadir una cuarta dimensión a los estudios arqueológicos, la dimensión temporal y, representar los resultados de los hallazgos mediante diagramas, por lo que también es conocido este método como: Harris Matrix.
Consiste en el estudio, a través de la superposición de estratos o capas, de la tierra con fines arqueológicos. A cada estrato o capa le corresponde una edad o periodo diferente, por lo tanto, según el estrato donde hallemos un objeto podemos datar su antigüedad.
Una vez diferenciados los niveles estratigráficos hay que establecer una secuencia cronológica que permitirá el correcto estudio y clasificación del yacimiento.
Cuatro son los principios básicos por los que se rige este método:
- 1-      Ley de la superposición de estratos: Las capas más superiores serán más recientes que las más profundas o inferiores.
- 2-      Ley de la horizontalidad original: Los estratos se forman originalmente de forma horizontal.
- 3-      Ley de la continuidad original: cada depósito es en origen un conjunto informe, sin aristas divisorias ni cuadrículas realizadas para la clasificación del yacimiento.
- 4-      Ley de la sucesión estratigráfica: A cada estrato le sucede otro que corresponde con una etapa posterior en el tiempo.

Actualmente, la arquitectura se está sirviendo de esta metodología para realizar obras de restauración, permitiendo obtener un mayor conocimiento del edificio a intervenir. Esta metodología aplicada a la arquitectura es conocida como: Arqueología de la Arquitectura.
Ha sido en las duras condiciones de los  yacimientos urbanos donde ha mostrado su eficacia y obtenido credenciales, donde el entrañable diario de excavación y los viejos métodos han pasado a mejor vida.